# Martin St. Louis

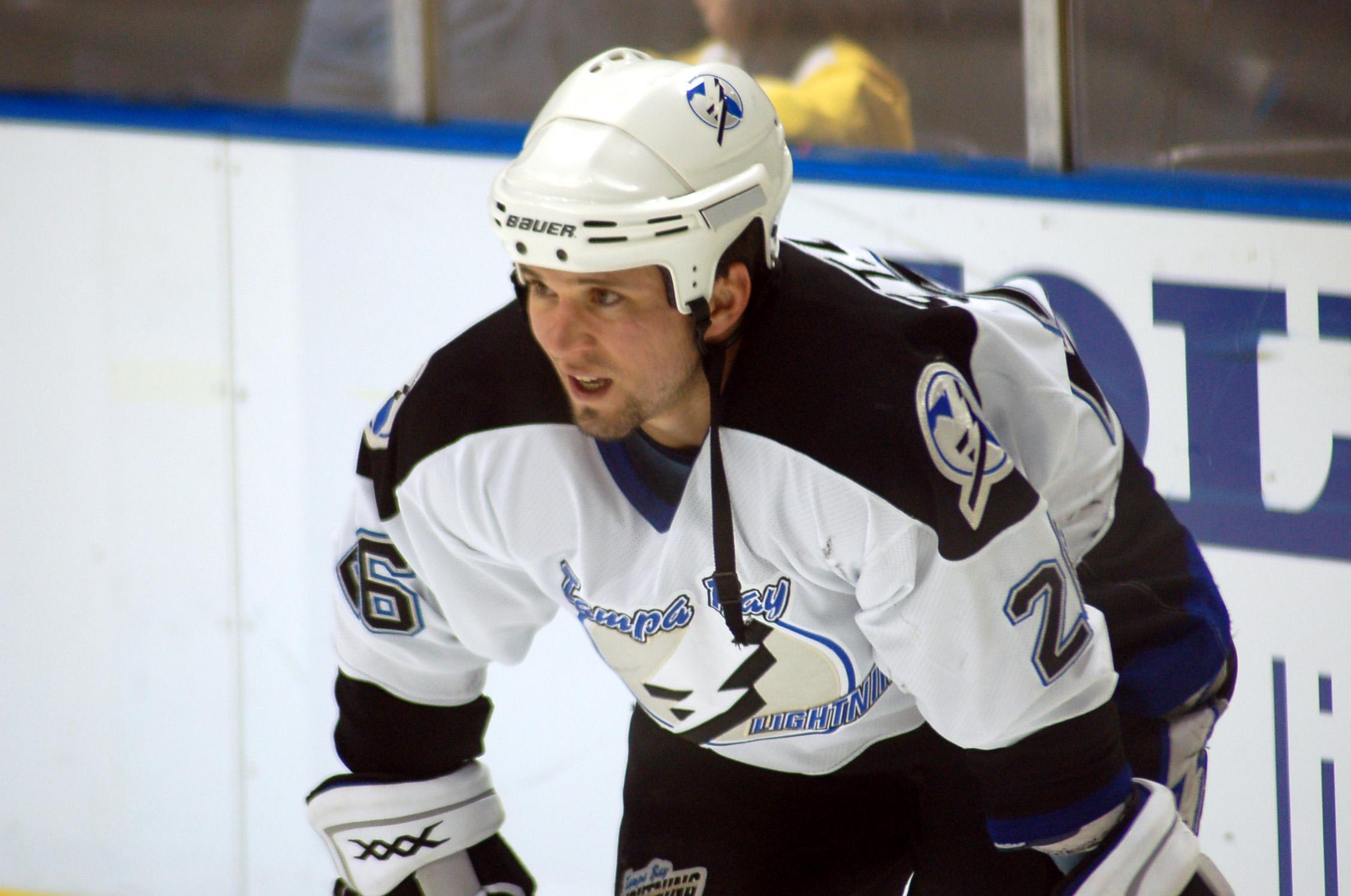
Marty St. Louis

Martin St. Louis (Laval, 18 juni 1975) is een Canadese professionele ijshockeyspeler. Hij verruilde in maart 2014 Tampa Bay Lightning voor de New York Rangers in de National Hockey League (NHL). Hij maakte in 2014 deel uit van het Canadese ijshockeyteam dat goud behaalde op de Olympische Winterspelen in 2014 in Sotsji